# Martin Budny
Martin Budny (ur. 22 lutego 1976 w Bagdadzie) – polsko-angielski aktor teatralny, telewizyjny i filmowy.

## Życiorys
Od dzieciństwa dużo podróżował. Zadebiutował rolą Mario w filmie Prostytutki. W 2014 roku ukończył studia magisterskie na Transart Institute in participation with the University of Plymouth in the UK, kierunek Fine Arts in Creative Practice/Arts and Media. Studia dzielił między Berlin i Nowy Jork.

## Filmografia
| Rok       | Tytuł                       | Rola                   | Uwagi            |
| --------- | --------------------------- | ---------------------- | ---------------- |
| 1997      | Prostytutki                 | Mario                  |                  |
| 1998      | Biały Kruk                  | pułkownik marine       |                  |
| 1999      | Misja w czasie              | Vladek                 |                  |
| 1999      | Na tropie zbrodni           | Joel Hardy             |                  |
| 2000      | Cień anioła                 | technik                |                  |
| 2000      | Marine life                 | Eric                   |                  |
| 2001      | Niesamowita częstotliwość   | Andy                   |                  |
| 2002      | Jeremiah                    | mężczyzna              | odc. 5           |
| 2002      | Niesamowita częstotliwość 2 | Andy                   |                  |
| 2002      | Breaking News               | Trevor                 | odc. 2           |
| 2015      | Nie z tego świata           | drugi strażnik         | odc. 10, sez. 14 |
| 2016–2018 | Szpital dziecięcy           | doktor Paweł Wiślicki  |                  |
| 2016      | Blondynka                   | mąż Marii              | odc. 65          |
| 2016      | Przyjaciółki                | Darek                  | odc. 92          |
| 2018      | M jak miłość                | mężczyzna              | odc. 1400        |
| 2018      | Zimna wojna                 |                        |                  |
| 2019      | Za marzenia                 | Luis                   | odc. 14          |
| 2019      | Interior                    | gość                   |                  |
| 2019      | Ukryta gra                  | amerykański ochroniarz |                  |
| 2019–2020 | Echo serca                  | Thomas Jefferson       |                  |
| 2022      | Poskromienie złośnicy       | Bob, partner Kaśki     |                  |